# Heute trage ich Rock!
Heute trage ich Rock! (Originaltitel: La journée de la jupe) ist ein französisch-belgisches Filmdrama von Jean-Paul Lilienfeld aus dem Jahr 2008.

## Handlung
Sonia Bergerac ist Lehrerin für Literatur an dem (in einem sozialen Brennpunkt liegenden) Collège Maxim Gorki in Paris. Sie unterrichtet Jugendliche aus Migrantenfamilien, doch haben die Schüler keinen Respekt vor ihr. Wieder einmal gerät der Unterricht, in dem Sonia ein Stück von Molière durchnehmen will, zur Geduldsprobe. Obszönitäten und Beleidigungen sind an der Tagesordnung, Sonia wird wegen ihrer Kleidung – sie trägt trotz Auseinandersetzung mit dem Schulleiter weiterhin jeden Tag einen Rock in der Schule – runtergemacht. Schüler, die mitarbeiten, werden von Mitschülern erniedrigt, während andere sich aus angeblich religiösen Gründen sogar weigern, ihre Mütze abzunehmen. Der Farbige Mouss wiederum streitet sich abseits des Unterrichts mit dem Mitschüler Sébastien. Es geht um einen Rucksack, und Sonia, die beide Jungen trennt, nimmt den Rucksack entnervt an sich. Mouss reagiert extrem aggressiv und fordert den Rucksack zurück. Er kündigt an, die Lehrerin sonst zu töten. Im Gerangel fällt aus dem Rucksack eine Pistole, die Sonia ergreift und auf Mouss richtet. Er nähert sich ihr, bedroht sie und will die Waffe an sich reißen, aus der sich im Gerangel ein Schuss löst. Mouss wird am Bein getroffen. Ein Großteil der Schüler kann im folgenden Durcheinander aus dem Klassenraum fliehen. Neun Schüler bleiben zurück und Sonia fordert sie auf, sich auf den Boden zu legen. Die Schüler gehorchen. Sonia verschließt die Türen.
Außerhalb des Klassenraums ist die Lage unübersichtlich. Ein geflohener Schüler berichtet, dass einer der Mitschüler eine Waffe gehabt habe. Wer nun im Besitz der Waffe ist, weiß keiner. Die gerufene Polizeibrigade geht davon aus, dass ein Schüler Lehrerin und Mitschüler in seiner Gewalt hat. Brigadierchef Labouret will die Situation durch Verhandlungen entschärfen, während sein Vorgesetzter Bechet den Klassenraum stürmen lassen will. Sonia gilt bei den Lehrern als labil, tendenziell araberfeindlich, weil sie beim Ausüben ihres Berufs an einer laizistischen Schule auf religiöse Argumente verzichtet, und beim Schulleiter als bockig, was ihre Haltung zu ihrer Kleidung betrifft. Nur Kollegin Cécile nimmt Sonia in Schutz: Sie habe weder durch den Schulleiter, noch durch ihre Kollegen Unterstützung erhalten, obwohl sie unter dem Verhalten der Schüler gelitten habe. Auch ihr Ehemann bestätigt dies – so habe Sonia regelmäßig Antidepressiva nehmen müssen, um den Schultag durchzustehen. Er habe sie schließlich vor kurzer Zeit verlassen, weil er mit der Situation nicht mehr klargekommen war.
Sonia bringt in der Zwischenzeit die Schüler unter Waffengewalt dazu, ihre Taschen zu leeren und sich anschließend gesittet auf ihre Stühle zu setzen. Anschließend beginnt sie mit dem Unterricht und kann erstmals in Ruhe die Lebensgeschichte von Molière darlegen. Plötzlich klingelt ihr Handy und Labouret ist am Apparat. Er will von ihr die aktuelle Lage wissen, und Sonia ist zunächst nicht in der Lage zu reagieren. Sie behauptet schließlich, Mouss habe die Waffe und weigere sich, mit Labouret zu sprechen. Sie unterbricht die Verbindung und setzt den Unterricht fort, wobei sie Antworten teilweise mit vorgehaltener Waffe erzwingt. In den folgenden Stunden erhalten die Schüler Lektionen über den respektvollen Umgang mit dem anderen Geschlecht, Respekt vor anderen Religionen und Völkern, Achtung vor den Gesetzen Frankreichs, aber vor allem Lektionen über ihre Lage als Migrantenkinder, die es selbst mit guter Ausbildung schwer genug haben. Einige Schüler, vor allem die junge Nawel, erkennen, was Sonia von ihnen will. Als Mouss vorgibt, ohnmächtig zu werden, Sonia ihm zu Hilfe eilt und er sie daraufhin greift und brutal schlägt, nimmt Nawel die fallengelassene Waffe an sich, bedroht Mouss, der von den anderen gefesselt wird, und offenbart in der Folge, wie sehr sie die Männer für das, was sie den Frauen ihrer Familie angetan haben, hasst. Später gibt sie Sonia die Waffe zurück. Die Polizei hat inzwischen heimlich den Gang unter der Bühne des Klassenzimmers besetzt und eine Minikamera in den Saal geschleust. Sie weiß nun, dass Sonia die Täterin ist. Cécile wiederum warnt Sonia telefonisch, dass ein Zugriff kurz bevorstehe. Sie bittet Sonia, aufzugeben. Diese jedoch versammelt alle Schüler auf der Bühne und teilt Labouret mit, dass sie auf die Männer unter der Bühne schießen werde. Labouret zieht seine Männer zurück, Nawel entdeckt die Kamera und zerstört sie. Während Sonia noch mit Labouret spricht, findet Nawel auf Mouss’ Handy einen selbstgedrehten Film. Er zeigt, wie die pummelige Farida, die ebenfalls unter den Geiseln ist, von mehreren Männern vergewaltigt wird. Sonia ist entsetzt. Sie ruft Labouret erneut an und formuliert nun ihre Bedingungen: Sie will ein Fernsehteam, dem sie ein Interview geben will, und fordert die Einführung eines jährlichen Tag des Rocks. Er soll den Schülern deutlich machen, dass Frauen, die Röcke tragen, keine Schlampen sind. Labouret stimmt zu, ein Fernsehteam zu organisieren. Da er von der inzwischen eingetroffenen Ministerin nur eine Stunde erhalten hat, um den Fall auf Verhandlungsbasis zu lösen, begibt er sich halbnackt zu Sonia in den Klassenraum, um sie im Gespräch zur Aufgabe zu überreden. Als sie sich weigert, behauptet er, dass die Mutter eines Schülers einen Herzinfarkt erlitten habe. Sonia lässt Labouret und den Jungen gehen.
Sonia kann Farida dazu bringen, ihr den Namen der Vergewaltiger zu nennen. Sie kündigt Labouret eine MMS an, die gleichzeitig auch an zahlreiche Fernsehstationen geht. In ihr sind sowohl der Film mit den Szenen der Vergewaltigung enthalten, als auch Mouss’ Geständnis, den Film gedreht zu haben. Zudem habe er die Namen und Adressen der Täter genannt, die Sonia nun verliest. Sie fordert als dritte Bedingung die Verhaftung der Männer, die Labouret sofort in die Wege leitet. Wenig später erhält Sonia den Anruf ihres Vaters. Es wird deutlich, dass die Familie Sonia wegen ihrer freizügigen Kleidung und ihrer Ehe verstoßen hat. Sonia selbst stammt aus einem arabischen Elternhaus. Ihr Vater verspricht ihr, zukünftig ihre Kleidung zu akzeptieren, egal was die Nachbarn sagen. Zudem hat er soeben ihren Mann kennengelernt und will auch ihn an Sonias Seite akzeptieren. Er hofft, sich mit seiner Tochter aussöhnen zu können. Da sie ihm auf Arabisch antwortet, erkennen die anderen Schüler, dass Sonia ebenfalls aus einer Migrantenfamilie stammt. Sie jedoch macht klar, dass sie Lehrerin ist und nur das zähle. Gegenüber der Polizei hat sich Sonia bereit erklärt, nach dem Interview mit den in Kürze eintreffenden Journalisten aufzugeben. Kurz vor dem Eintreffen entreißt ihr der Schüler Mehmet die Waffe und weigert sich, am Ende mit den anderen freigelassen zu werden. Er fürchtet die Rache von Mouss und dem ebenso gewalttätigen Sébastien, die ihn erst am Vortag zusammengeschlagen hatten, und fordert Geld für eine Ausreise nach Australien. Mouss und Sébastien fordern ihn auf, zu behaupten, dass er die Vergewaltiger verraten habe, hat Mouss doch selbst Angst vor der Rache der Männer. Sollte er die Tat auf sich nehmen, werde Sébastien während seiner Haftzeit wiederum seine Schwester beschützen. Mehmet sieht bei der Erwähnung seiner Schwester rot und erschießt Sébastien. Sonia ruft Labouret an und gesteht, dass sie selbst den Schüler getötet habe, um dadurch Mehmet zu schützen. Kurz darauf erscheinen zwei als Journalisten getarnte Polizisten, denen Sonia angesichts der dramatischen Wendung eigentlich nichts mehr zu sagen hat. Als Mehmet von Sonia weggezogen wird und sie zur Waffe greift, wird sie von dem zweiten Polizisten erschossen. Einige Schüler reagieren empört. Sonias Eltern und Sébastiens Mutter beklagen die Toten ihrer Familie. Wenig später wird Sonia beigesetzt. An der Beerdigung nehmen fast alle der Schüler teil, die Sonia in ihrer Gewalt hatte. Alle Mädchen tragen dabei einen Rock.

## Produktion
Heute trage ich Rock! wurde im Mai 2008 während der Osterferien gedreht. Drehort war das Collège Federico-Garcia-Lorca in Saint-Denis. Die Schüler, die vor der Kamera standen, waren Laien, die vor Beginn der Dreharbeiten zwei Monate zum Lernen der Texte erhalten hatten. Der Film erlebte am 18. September auf dem Festival de la Fiction TV de La Rochelle seine Premiere. Am 6. Februar 2009 wurde er auf der Berlinale gezeigt. Bereits fünf Tage vor dem französischen Kinostart am 25. März 2009 war der Film auf arte im französischen und deutschen Fernsehen zu sehen.
Nurkan Erpulat und Jens Hillje schufen auf Basis des Films das Theaterstück Verrücktes Blut, in dem die Handlung nach Berlin-Kreuzberg verlegt wird.

## Synchronisation
Die deutsche Bearbeitung erfolgte durch die Taunus Film/Michael Graf. Dialogbuch und Regie stammen von Beate Klöckner.
| Rolle          | Darsteller        | Synchronsprecher    |
| -------------- | ----------------- | ------------------- |
| Sonia Bergerac | Isabelle Adjani   | Christin Marquitan  |
| Labouret       | Denis Podalydès   | Gunnar Helm         |
| Bechet         | Yann Collette     | Peter Reinhardt     |
| Ministerin     | Nathalie Besançon | Silke Matthias      |
| Mehmet         | Khalid Berkouz    | Julien Haggége      |
| Mouss          | Yann Ebonge       | Jan David Rönfeldt  |
| Nawel          | Sonia Amori       | Kristina Tietz      |
| Sébastien      | Kévin Azaïs       | Julius Jellinek     |
| Jérôme         | Salim Boughidene  | Ismet Kalmac        |
| Farida         | Sarah Douali      | Britta Steffenhagen |
| Akim           | Hassan Mezhoud    | Mahmout Mohammed    |
| Farid          | Karim Zakraoui    | Jesco Wirthgen      |
| Khadija        | Mélèze Bouzid     | Marie Schramm       |
| Frédéric       | Marc Citti        | Olaf Reichmann      |

## Kritik

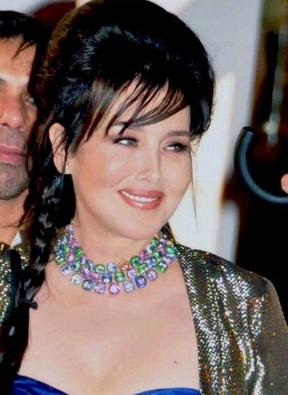
Isabelle Adjani bei der César-Verleihung 2010

Der film-dienst befand, dass der „authentische Film eine nahezu dokumentarische Unmittelbarkeit“ erreicht und „seine Spannung aus der Konfrontation des französischen Schulideals und der Realität sozialer Brennpunkte“ beziehe. Der Spiegel nannte Heute trage ich Rock! einen „reißerischen, aber humorlosen Kinofilm“. TV Spielfilm fand die „bitter-provokante Bestandsaufnahme“ „authentisch, emotional und tragisch“.

## Auszeichnungen
Im Jahr 2010 gewann Isabelle Adjani zum fünften Mal einen César in der Kategorie Beste Hauptdarstellerin. Der Film war zudem für einen César in der Kategorie Bester Film und Bestes Originaldrehbuch nominiert. Ebenfalls 2010 wurde Adjani mit einem Prix Lumières als Beste Darstellerin geehrt und gewann einen Étoile d’Or als Beste Hauptdarstellerin.